# تجربة لوحية
التجربة اللوحية في الطباعة والنشر هي النسخ الأولية للمنشورات المخصصة للمراجعة من قبل المؤلفين والمحررين والمراجعين ويغلب أن تكون ذات هوامش عريضة. قد تكون غير مقطوعة وغير مجلدة،أو تُرسل إلكترونيًا في بعض الحالات. تُنشأ لأغراض التنقيح والتحرير، ولكن يمكن استخدامها أيضًا لأغراض ترويجية ومراجعة.